# Chuck Hogan
Charles Patrick Hogan (ur. 4 sierpnia 1967) – amerykański powieściopisarz, scenarzysta i producent telewizyjny. Autor powieści Miasto złodziei, która doczekała się adaptacji filmowej oraz współautor trylogii Wirus napisanej z Guillermo del Toro, razem również stworzyli serial telewizyjny o tym samym tytule.
Miasto złodziei zostało uznane przez Stephena Kinga za jedną z dziesięciu najlepszych powieści roku.

## Publikacje
- The Standoff (1995)
- The Blood Artists (1998)
- Miasto złodziei  (Prince of Thieves, 2004), wydanie polskie 2011 w tłumaczeniu  Jacka Manickiego i Patryka Gołębiowskiego[2]
- The Killing Moon (2007)
- The Devils In Exile (2010)

### TrylogiaWirus(wraz z Guillermo del Toro)
- Wirus (The Strain, 2009), wydanie polskie 2010 w tłumaczeniu Anny Klingofer-Szostakowskiej[3]
- Upadek (The Fall, 2010), wydanie polskie 2015 w tłumaczeniu Krzysztofa Skoniecznego[4]
- Wieczna noc (The Night Eternal, 2011), wydanie polskie 2018 w tłumaczeniu Roberta P. Lipskiego[5]

## Filmografia
| Rok       | Tytuł                             | Działalność | Działalność          | Uwagi                                                 | Źródło |
| Rok       | Tytuł                             | Scenarzysta | Producent wykonawczy | Uwagi                                                 | Źródło |
| --------- | --------------------------------- | ----------- | -------------------- | ----------------------------------------------------- | ------ |
| 2014–2017 | Wirus                             | Tak         | Tak                  | Współtwórca, na podstawie trylogii o tym samym tytule | [ 6 ]  |
| 2016      | 13 godzin: Tajna misja w Benghazi | Tak         |                      | Na podstawie książki 13 godzin Mitchella Zuckoffa     | [ 7 ]  |